# Rogelio Polesello
Rogelio Polesello (Ciudad de Buenos Aires, 26 de julio de 1939-6 de julio de 2014) fue un pintor y escultor argentino.

## Biografía
Nació en Buenos Aires, Argentina, y comenzó a trabajar en una agencia de publicidad a los quince años. Estudió en la Escuela Nacional de Bellas Artes Manuel Belgrano y se graduó en la Escuela Nacional de Bellas Artes Prilidiano Pueyrredón en 1958. Durante esos años descubrió la obra de Paul Klee, que tendría una importante influencia en su trabajo, y recibió conocimientos de su padre, que era constructor de edificios, lo cual le inspiró la incorporación de diversos materiales y métodos de construcción en sus trabajos. También participó en las actividades del grupo Boa, con su interés en el surrealismo. 
Murió víctima de un infarto de miocardio en su ciudad natal, Buenos Aires, el 6 de julio de 2014.

## Obra
Es un exponente del arte óptico. A lo largo de su carrera ha transitado por distintos lugares del llamado abstraccionismo geométrico.
Su obra combina formas geométricas con efectos ópticos de color para producir la ilusión de movimiento. Sus primeras esculturas, que datan de los años 50, exploran el efecto de la luz en los objetos. También trascendió los límites de las superficies pintadas tradicionales, con su gran mural Eclipse en el Aeropuerto Internacional de Ezeiza (Buenos Aires, 2001) y sus pinturas en autos, edificios y el cuerpo humano. Polesello ha expuesto su trabajo en la 3ª Bienal de París en 1963, la 8ª Bienal de San Pablo en 1965; la exposición Plástica con Plásticos la mostró en el Museo Nacional de Bellas Artes en el 1966, el Instituto Torcuato Di Tella  en 1967 y 1968; en el Center for Inter-American Relationsde Nueva York en 1968;en el Museo Nacional de Bellas Artes en 2000; en la galería Ruth Benzacaren 2003; en el Centro Cultural Recoleta en 2005 y en el Museo Nacional de Bellas Artes en 2012. 
En 2003 recibió el Gran Premio de Honor del Fondo Nacional de las Artes.

## Principales obras
El sábado 20 de noviembre de 2010 se inauguró la principal escultura suya, un monumento memorial a los Héroes de la Batalla de la Vuelta de Obligado en el sitio donde ocurriera dicha batalla.
Otra de sus obras de arte más reconocidas fue un trabajo de pintura realizado a pedido del automovilista argentino Guillermo Maldonado, quien en el año 1988 solicitara sus servicios para lograr la decoración de su automóvil de carreras (un Volkswagen 1500), para competir en el campeonato argentino de Turismo Competición 2000. El resultado, fue un decorado de franjas multicolores, dispuestas sobre un fondo negro mate. Por la impresión visual que generaba la combinación cromática de esos colores, este coche fue vulgarmente bautizado como "El Policromático". Actualmente, el mismo descansa en el Museo Juan Manuel Fangio de la ciudad de Balcarce.
Realizó el gran mural Eclipse en el Aeropuerto Internacional de Ezeiza en 2001.

## Premios
- Primer Premio Salón Esso de Artistas Plásticos de Latinoamérica (1965)[3]
- George Braque del MNBA (1968)
- Gran Premio de Honor LVII Salón Nacional (1988)
- Primer Premio Mural INET (1998)
- Premio Konex en 1982 en la disciplina Objetos
- Gran Premio de Honor del Fondo Nacional de las Artes.[4] en 2003
- Trabucco de la ANBA (2006)
- Cultura Nación (2007)
- Premio Konex en 2012 en la disciplina Pintura: Quinquenio 2002 - 2006, cada una como uno de los 5 mejores de la última década.

## Muestras individuales[3]
"Mas aquí. Polesello 1970-2000", Sala Berni, Centro Cultural Borges, 2025
“Imanes”, Sala Cronopios, Centro Cultural Recoleta, 2005
“Eclipse”, Ruth Benzacar, Galería de arte, Buenos Aires, 2003.
Museo de Arte Contemporáneo de Panamá, Panamá, 2003
“Muestra Compilatoria”, Museo de Arte Moderno, Santo Domingo, 2002
“La Mirada Ajena”, Museo José Luis Cuevas, México D.F, 2002
“Proyecto Mural Eclipse”, Aeropuertos 2000, Ezeiza, Centro Cultural Borges, Buenos Aires, 2001
“Muestra Antológica”, Museo Nacional de Bellas Artes (MNBA), Buenos Aires, 2000
Galerie Argentine, París, 1999
Ruth Benzacar, Galería de Arte, Buenos Aires. Elite Fine Art Gallery, Miami, 1997
“Progresiones”, Palais de Glace, Buenos Aires, 1995
Elite Fine Art Gallery, Miami, 1991
Ruth Benzacar, Galería de arte, Buenos Aires, 1990
Galería de Arte Moderno de Santo Domingo, Santo Domingo, 1989
Ruth Benzacar Galería de arte, Buenos Aires, 1987
Centro Cultural de Buenos Aires, Buenos Aires, 1984
Instituto de Cultura Hispánica, Madrid, 1977
Galería Adler Castillo, Caracas, 1976
Museo de Arte Moderno de México, México, 1974
Museo de Arte Moderno de Bogotá, Bogatá. Center for Inter-American Relations, New York, 1973
Galería Conkright, Caracas, 1970
Centro de Artes Visuales del Instituto Torcuato Di Tella, Buenos Aires, 1969
Galería Conkright, Caracas, 1968
Museo de Arte de la Tertulia, Cali, 1968
Janie C. Lee Gallerry, Dallas, 1968
Biblioteca Ángel Arango, Bogotá, 1967
Museo de bellas artes de Caracas, Caracas, 1966

## Muestras colectivas[3]
“Arte Latinoamericano 1945-1990”, Museo Malba, Buenos Aires, 2012. 
“Geometrie Hors Limites”, Collection Jean et Colette Cherqui, Maison de L´Amerique Latine, París. “Identidad Al Sur”, The Smithsonian International Gallery, Washington. “Imán: Nueva York”, Fundación Proa, Buenos Aires. “El Imaginario de Ignacio Pirovano”, Museo de Arte Moderno (MANBA), Buenos Aires, 2010
“1961: Arte Argentina Na Encruzilhada”, Centro Cultural Fiesp – Ruth Cardoso Galería de Arte do Sesi, San Pablo, 2009
“Arte 60”, Ángel Guido Art Project, Buenos Aires. “Limite Sud”, Centro de Exposiciones, arteBA, Buenos Aires, 2008
“Adquisiciones, Donaciones y Comodatos”, Museo  Malba, Fundación Costantini, Buenos Aires, 2007
“60/80 Arte Argentino”, obras Museo Malba, Buenos Aires, 2007
“Papeles Latinoamericanos”, Museo Malba, Buenos Aires, 2007
“11 Pavillon Tuleries Paris”, Gallerie Jean Louis Danant, París, 2007
Art Basel Miami Galería de Torres, New York, 2006
Feria de Arco Madrid, Galería Jorge Mara, Buenos Aires, 2006
arteBA, Galería Braga Menéndez, 2006
arteBA, Galería Ruth Benzacar, 2006
“Arte del Siglo XX. Colección Internacional Museo Rufino Tamayo”, Fundación Proa, Buenos Aires, 2005
“Colecciones de Artistas”, Fundación PROA, Buenos Aires, 2001
“Siglo XX Argentino: Arte y Cultura”, Centro Cultural Recoleta, Buenos Aires, 1999
“Imágenes de Argentina, Analogías”, Fundación Santillana del Mar, Santillana Santander, 1998
“Fuera del Centro Arte Argentino en las Colecciones Venelozolanas”, Museo de Bellas Artes de Caracas, Caracas, 1995
“The First American Selection from Nancy Sayles Day Collection of American Art”, The Solomon R. Guggenheim Museum, New York, 1987
“The Emergent Decade, Latin American Painters And Painting In The 60’s”, The Solomon R. Guggenheim Museum, New York, 1966
VIII Bienal de Såo Paulo, San Pablo, 1965. 
Exposición Grupo Phases, Museo Nacional de Bellas Artes, Buenos Aires, 1963
Premio Torcuato Di Tella 1960, Centro de Artes Visuales del Instituto Torcuato Di Tella, Buenos Aires, 1960